# Крушетніца
Крушетніца (словац. Krušetnica) — село, громада округу Наместово, Жилінський край. Кадастрова площа громади — 16,56 км².
Населення 961 особа (станом на 31 грудня 2018 року). Протікають річки Клинянка і Засіглянка.

## Історія
Крушетніца згадується 1593 року.

## Населення
| Рік:            | 1994. | 2004.   | 2014.   | 2024.   |
| --------------- | ----- | ------- | ------- | ------- |
| Кількість осіб: | 876   | 929     | 966     | 1019    |
| Різниця:        |       | +6,05 % | +3,98 % | +5,48 % |

| Рік:            | 2023. | 2024.   |
| --------------- | ----- | ------- |
| Кількість осіб: | 1009  | 1019    |
| Різниця:        |       | +0,99 % |